# Gallini Cup
Gallini Cup è un torneo internazionale di calcio giovanile che si svolge a Pordenone nei giorni di Pasqua. Alla manifestazione vengono selezionate ogni anno 120 società provenienti da tutto il mondo, rendendolo il torneo più grande d'Italia.
È riconosciuto ufficialmente dalla FIFA, dal CONI, dalla FIGC, e dalla UEFA.

## Storia

### Fondazione
Il torneo è dedicato a Franco Gallini, un noto dirigente sportivo pordenonese, fondatore dell'Associazione “Via di Natale”, deceduto la notte prima della finale dell'edizione 2002.
La manifestazione è nata nel 1999, inizialmente conosciuta come Trofeo Frigora e poi come Memorial Gallini. 
Iniziato come quadrangolare, il Gallini si è evoluto fino a diventare il torneo di calcio giovanile più grande d'Italia, con oltre 100 squadre partecipanti ad ogni edizione.
Il torneo Gallini è un punto d'incontro tra società sportive locali e realtà di primo livello provenienti da tutto il mondo, definito come vero e proprio mondiale giovanile anche dalla stampa brasiliana.

### Scouting
La manifestazione è stata più volte un punto di riferimento per il calciomercato europeo, permettendo a squadre di massime leghe di potersi incontrare in una manifestazione giovanile di prestigio internazionale. Sir Alex Ferguson ha telefonato all'attaccante Alberto Massacci dopo che lo scout David Williams vide il calciatore giocare con l'Empoli alla Gallini Cup; la firma per il Manchester United si tenne il 1º luglio 2009, a meno di tre mesi dalla conclusione della manifestazione. 
Anche il passaggio di Laurențiu Brănescu alla Juventus avviene a breve distanza dal termine dell'incontro tra i bianconeri e il calciatore al torneo Pordenonese. Il portiere rumeno ha partecipato al torneo Gallini nel 2009 con la Nazionale di calcio della Romania, edizione in cui la Juventus ha perso in finale contro il Partizan Belgrado di Lazar Marković e Aleksandar Mitrović. 
Tra gli spettatori del torneo si segnalano tra gli altri anche scout-man del Manchester City.
Anche per questi motivi il Mondiale in Qatar contava 15 giocatori che hanno partecipato al Gallini, superando il record del Mondiale in Russia che ne aveva 12.
All'Europeo vinto dall'Italia c'erano 16 giocatori del Gallini, mentre nella stagione di Serie A 2022-2023 sono addirittura 29 i giocatori passati a Pordenone per partecipare al torneo.
Al torneo Gallini hanno partecipato tanti giocatori che poco dopo sono diventati delle stelle del calcio mondiale, fra cui spiccano Dušan Vlahović, Dejan Kulusevski, Mateo Kovačić, Alex Meret, Roberto Gagliardini, Daniele Rugani e Nikola Milenković.

## Formato
Al torneo Gallini partecipano ragazzi e ragazze dai 12 ai 17 anni (categorie Esordienti, Giovanissimi e Allievi). Non sono presenti le categorie pulcini e primi calci. Ogni categoria è composta da 32 squadre, suddivise in 8 gironi da 4 squadre. Le prime due classificate nel girone all'Italiana procedono verso gli ottavi di finale. La caratteristica più distintiva del torneo Gallini, è la composizione dei gironi di qualificazione, formati sempre da almeno una squadra professionistica e due club internazionali

:
- 1 Top team (da Champions League, Europa League, Conference League, Serie A, Premier League o Serie B);
- 1 Accademia internazionale selezionata (da Brasile, Russia, USA, Cina, Inghilterra, ecc.);
- 1 Accademia italiana o internazionale selezionata (scuole calcio, società affiliate a squadre di Serie A, ecc.);
- 1 Squadra locale della Provincia di Pordenone che ospita un girone in casa.

## Partecipanti

### Squadre di rilievo
Questo è un elenco di squadre importanti che hanno partecipato ad almeno una edizione del torneo Gallini.
- AC Milan da Serie A
- AS Roma da Serie A
- ADO Den Haag da Eredivisie
- AEK Atene da Souper Ligka Ellada
- AIK da Allsvenskan
- Arsenal Los Angeles
- Aspire Academy
- Atalanta da Serie A
- Bate Borisov da Vyšėjšaja Liha
- Pittsburgh Beadling
- Beroe PFK da Părva Liga
- Bielorussia Nazionale
- Bologna F.C. da Serie A
- Chandigarh
- Chievo Verona da Serie A
- Colón de Santa Fe
- Crystal Palace F.C. da Premier League
- Derby County da Premier League
- Dinamo Minsk da Vyšėjšaja Liha
- Dinamo Zagabria da Prva HNL
- Emirati Arabi Uniti Nazionale
- Empoli F.C. da Serie A
- Fehérvár FC da Nemzeti Bajnokság I
- Fiorentina da Serie A
- Genoa CFC da Serie A
- CFR Cluj da Cupa României
- FC Dinamo Tbilisi da Erovnuli Liga
- F.C. Honka da Veikkausliiga
- FC Spartak Trnava da Superliga
- Ferencváros da Nemzeti Bajnokság I
- FK Partizan da Superliga
- Flora Tallinn da Meistriliiga
- KFF Kinostudio da Kampionati Kombëtar
- KV Kortrijk da Pro League
- Gabala FK da Premyer Liqası
- Grasshopper Club Zürich
- Gyosei
- Hajduk Split da Prva HNL
- Hammarby IF da Allsvenskan
- Hellas Verona da Serie A
- HJK Helsinki da Veikkausliiga
- Honvéd FC da Nemzeti Bajnokság I
- Hull City da League One
- IF Brommapojkarna da Division 1
- IFK Göteborg da Allsvenskan
- Inter FC, da Serie A
- Iran Nazionale
- Giappone Nazionale
- JEF United Ichihara Chiba da J1 League
- Juventus FC da Serie A
- Kashiwa Reysol da J1 League
- København FC da Superligaen
- Køge BK da Superligaen
- Kirghizistan Nazionale
- Lagos BD Wise FC
- Lask Linz da Fußball-Bundesliga
- PFC Levski Sofia da Părva Liga
- Lituania Nazionale
- Liverpool FC da Premier League
- Lokomotiv Sofia da Părva Liga
- Ludogorec PFK da Părva Liga
- Lyngby da Superligaen
- Malmö FF da Division 1
- Mechelen da Vyšėjšaja Liha
- Montenegro Nazionale
- OFK Beograd da Prva Liga Srbija
- MTK Budapest FC da Nemzeti Bajnokság I
- NEC Nijmegen da Eredivisie
- NK Bravo Lubljiana da Prva Liga
- Nordsjælland FC da Superligaen
- North Carolina Selection
- PK-35 Vantaa da Veikkausliiga
- Rapid Vienna da Fußball-Bundesliga
- Red Bull Salisburgo da Fußball-Bundesliga
- Rodolatina Futebol
- Romania Nazionale
- Russia Nazionale
- Sampdoria da Serie A
- Santa Cruz Breakers FC da USL League Two
- Sheffield United da Premier League
- Sheffield Wednesday FC da FL Championship
- Shelbourne F.C. da Premier Division
- Spartak Mosca da Prem'er-Liga
- Stella Rossa Belgrado da Superliga
- Toronto FC da Major League Soccer
- Tramway FC
- Trelleborg F.F. da Division 1
- Tunisia Nazionale
- Stati Uniti d'America Nazionale
- Udinese da Serie A
- Ungheria Nazionale
- São Luiz EC da Campeonato Gaúcho
- Slask Wroclaw da Ekstraklasa
- Slovan Bratislava da Superliga
- Stabæk Fotball da Eliteserien
- Stoccarda da Bundesliga
- Torino FC da Serie A
- Vasas SC da Nemzeti Bajnokság I
- VV Alkmaar da Eredivisie vrouwen
- ŽNK Radomlje da Prva Liga
- Wake FC da USL League Two
- Watford FC da Premier League
- Winterthur FC da Super League
- Yitao Shanghai
- Young Boys da Super League

### Calciatori Professionisti
Questo è un elenco parziale di giocatori che, dopo aver partecipato al torneo Gallini, hanno raggiunto il successo nelle massime categorie Europee. Molti di loro hanno giocato in Serie A, alcuni hanno anche partecipato ad Europei e Mondiali.
- Admir Mehmedi, con FC Winterthur 2006
- Aimar Sher, con Hammarby IF 2017
- Alberto Grassi, con Atalanta 2010
- Aleksandar Boljević, con Nazionale Montenegro 2009
- Aleksandar Mitrović, con Partizan 2009
- Alessandro Piu, con Empoli FC nel 2011
- Alex Meret, con Udinese Calcio nel 2012
- Andrea Consigli, con Atalanta 2009
- Andrea Conti, con Atalanta 2002
- Andrea Poli, con Treviso 2003 e 2004
- Andrėj Klimovič, con FC Dinamo Minsk 2002
- Andrija Živković, con Partizan 2012
- Balázs Megyeri, con Nazionale Ungherese 2005
- Billy Sharp, con Sheffield United FC 2001
- Bram Nuytinck, con NEC Nijmegen 2005
- Bruno Petković, con Dinamo Zagabria 2009
- Costel Pantilimon, con Nazionale Romania 2002
- Daniel O'Shaughnessy, con HJK Helsinki 2009
- Daniele Baselli, con Atalanta 2007
- Daniele Capelli, con Atalanta 2001
- Daniele Rugani, con Empoli F.C. 2009
- Davide Santon, con Inter F.C. 2006
- Dejan Kulusevski, con Brommapojkarna 2015
- Diego Fabbrini, con Empoli F.C. 2004
- Dominik Wydra, con Rapid Vienna 2009
- Dušan Vlahović, con FK Partizan 2015
- Etien Velikonja, con Hit Gorica 2001
- Facundo Sánchez, con Club Atlètico Colòn 2005
- Federico Casarini, con Bologna F.C. 2004
- Goran Cvijanović, con Hit Gorica 2001
- Ivan Provedel, con Pordenone Calcio 2009
- Ivan Šaponjić, con FK Partizan 2012
- Ján Greguš, con FC Nitra 2006
- Joel Obi, con Inter F.C. 2006
- Joel Pohjanpalo, con HJK Helsinki 2009
- Jonathan Forte, con Sheffield United FC 2001
- Jozo Šimunović, con Partizan 2009
- Karim Laribi, con Inter F.C. 2006
- Kristjan Asllani, con Empoli 2017 (vincitore torneo)
- Laurențiu Brănescu, con Romania 2009
- Lazar Marković, con Partizan 2009
- Lorenzo Crisetig, con Rappresentativa FVG 2009
- Louis Schaub, con Rapid Vienna 2011
- Luca Caldirola, con Inter F.C. 2006
- Luca Lombardi, con Empoli 2017
- Luca Rossettini, con Padova Calcio 2000
- Luka Stojanović, con Partizan 2009
- Manabu Saitō, con Giappone 2005
- Marko Janković, con FK Partizan 2010
- Marco Motta, con Atalanta 2002
- Marco Sportiello, con Atalanta 2007
- Mateo Kovačić, con Dinamo Zagabria 2009
- Mathias Jensen, con Nordsjælland FC 2011
- Mattia Caldara, con Atalanta 2009
- Mert Müldür, con Rapid Vienna 2014
- Nebojša Kosović, con Nazionale Montenegro 2009
- Nemanja Radonjić, con FK Partizan 2011
- Nikola Ninković, con Dinamo Zagabria 2009
- Piermario Morosini, con Atalanta 2001
- Pontus Jansson, con Malmo FF 2006
- Ricardo Kishna, con ADO Den Haag 2009
- Riccardo Meggiorini, con Hellas Verona 2000
- Róbert Boženík, con Zilina 2014
- Roberto Gagliardini, con Atalanta 2009
- Roland Varga, con Nazionale Ungherese 2005
- Samuele Ricci, con Empoli 2017
- Saša Lukić, con FK Partizan 2011
- Sean Davis, con USA selection ODP 2008
- Šime Vrsaljko, con Dinamo Zagabria 2007
- Simone Pafundi, con Udinese Calcio 2018 (capocannoniere U13) + 2020
- Simone Scuffet, con Udinese Calcio 2011
- Stephan Palla, con Rapid Vienna 2003
- Steven Defour, con Mechelen 2003
- Steven Zuber, con FC Winterthur 2006
- Takashi Usami, con Giappone 2006/2007
- Thomas Schrammel, con Rapid Vienna 2002
- Tom Huddlestone, con Derby County 2001
- Veli Kavlak, con Rapid Vienna 2003
- Vito Mannone, con Atalanta 2003
- Yōichirō Kakitani, con Giappone 2005

## Albo d'oro
| Anno | Vincitore U16               | Vincitore U15 | Vincitore U13 | Vincitore U14          | U17 Femminile 'Donna Cup'  |
| ---- | --------------------------- | ------------- | ------------- | ---------------------- | -------------------------- |
| 2025 | Template:Dolomiti Bellunesi | Dinamo Kiev   | Empoli        | Empoli                 |                            |
| 2024 | Losanna                     | Como          | Udinese       | Charlton               | Treviso Women              |
| 2023 | Atalanta                    | Venezia       | SPAL          | Stella Rossa           | Radomlje                   |
| 2022 | Atalanta                    | Udinese       | Bologna       | Udinese                | Team Ticino                |
| 2021 | Udinese                     | Udinese       | Salisburgo    | KS Olimpijczyk Kwakowo | Juventus                   |
| 2020 | Verona                      | Atalanta      | Atalanta      | Pordenone              | Udinese                    |
| 2019 | Atalanta                    | AFC Wimbledon | Partizan      | -                      | Inter                      |
| 2018 | -                           | Chievo        | Udinese       | -                      | VV Alkmaar                 |
| 2017 | -                           | Empoli        | Partizan      | -                      | McLean Academy U.S.A.      |
| 2016 | -                           | Atalanta      | Imolese       | -                      | Brescia                    |
| 2015 | -                           | Milan         | -             | -                      | U.S.A. Region 1            |
| 2014 | -                           | Empoli        | -             | -                      | U.S.A. Region 1            |
| 2013 | -                           | Rapid Vienna  | -             | -                      | Pittsburgh Beadling U.S.A. |
| 2012 | -                           | Empoli        | -             | -                      | -                          |
| 2011 | -                           | Bravo         | -             | -                      | -                          |
| 2010 | -                           | Empoli        | -             | -                      | -                          |
| 2009 | -                           | Partizan      | -             | -                      | -                          |
| 2008 | -                           | Russia        | -             | -                      | -                          |
| 2007 | -                           | Atalanta      | -             | -                      | -                          |
| 2006 | -                           | Giappone      | -             | -                      | -                          |
| 2005 | -                           | Ungheria      | -             | -                      | -                          |
| 2004 | -                           | Romania       | -             | -                      | -                          |
| 2003 | -                           | Atalanta      | -             | -                      | -                          |
| 2002 | -                           | Atalanta      | -             | -                      | -                          |
| 2001 | -                           | Udinese       | -             | -                      | -                          |
| 2000 | -                           | Padova        | -             | -                      | -                          |
| 1999 | -                           | Verona        | -             | -                      | -                          |

## Altre competizioni

### Donna Cup - femminile
Donna Cup  è un torneo internazionale di calcio femminile organizzato a Pordenone dal Centro Sportivo Italiano. Inaugurato nel 2010, si svolge negli stessi giorni del torneo Gallini di cui è considerato "la sorella".

### Gallini Budapest Cup
Gallini Budapest Cup è un torneo di qualificazione ufficiale della Gallini Cup: i vincitori si qualificano automaticamente all'edizione successiva del torneo Gallini.
La prima edizione Ungherese si è svolta nell'estate 2016 e da allora ogni anno partecipano oltre 50 squadre da tutta Europa.